# Milanovo (Leskovac)
Milanovo (Leskovac) (em cirílico: Миланово) é uma vila da Sérvia localizada no município de Leskovac, pertencente ao distrito de Jablanica, na região de Jablanica. A sua população era de 518 habitantes segundo o censo de 2002.

## Demografia
| 1948 | 1953 | 1961 | 1971 | 1981 | 1991 | 2002 | 2011 |
| ---- | ---- | ---- | ---- | ---- | ---- | ---- | ---- |
| 638  | 629  | 572  | 601  | 650  | 596  | 546  | 518  |